# Rocca Brivio
Rocca Brivio è un palazzo nobiliare di campagna, sito nei pressi del fiume Lambro nel territorio comunale di San Giuliano Milanese.

## Storia
Sul sito della Rocca sorgeva fin dal Medioevo un castello, posto in posizione dominante a guardia della strada da Milano a Lodi.
Nel Cinquecento il castello divenne proprietà dei marchesi Brivio; fu Luigi Brivio che intorno al 1680 lo fece abbattere, costruendo sulle sue fondamenta il palazzo nelle sue forme definitive, il quale pur conservando il nome di «rocca» perse ogni funzione difensiva.

## Caratteristiche
La Rocca è posta in aperta campagna, su un piccolo rilievo in posizione dominante la valle fluviale del Lambro.
Ha pianta in forma di «L», con il lato maggiore – al centro del quale si apre il portale d'ingresso – rivolto verso ovest e il lato minore rivolto verso nord. I due lati dell'edificio disegnano un cortile interno porticato, chiuso sul lato est da una loggia a tre arcate e aperto sul lato sud verso il giardino. All'angolo nord-ovest sorge la cappella gentilizia.
Le facciate esterne, di aspetto severo, sono in mattoni a vista; essi, sporgendo, disegnano gli elementi decorativi (cornici delle finestre, lesene bugnate, modanature) creando un forte effetto di chiaroscuro.
Gli interni, ad eccezione della cappella, sono privi di decorazioni.